# Kënga Magjike 2011
Kënga Magjike 13 var den trettonde upplagan av musiktävlingen Kënga Magjike. Tävlingen gick av stapeln mellan den 17 och 19 november 2011 i Pallati i Kongreseve i Tirana och vanns av Redon Makashi. De artister som deltog i tävlingen presenterades varje vecka vid TV-programmet "E diela shqiptare" på TV Klan. Deltagare kunde skicka in sina bidrag till tävlingen fram till den 9 september 2011. Tävlingen leddes i vanlig ordning av Ardit Gjebrea, detta år tillsammans med den turkiska skådespelerskan Songül Öden.

## Deltagare
De sex första deltagarna presenterade sina bidrag den 18 september 2011. Resten av bidragen visades upp veckovis, varje söndag, vid E diela shqiptare.

### 18 september
Följande bidrag framfördes den 18 september vid E diela shqiptare.
| N° | Artist          | Låt                        |
| -- | --------------- | -------------------------- |
| 1  | Lynx            | "Është për ty kjo melodi"  |
| 2  | Adelina Tahiri  | "Ti mos u kthe"            |
| 3  | Klevis Saliaj   | "Kur perëndoj-e"           |
| 4  | Beatrix Ramosaj | "Dilema"                   |
| 5  | Grifshat        | "Jashtë lëkure nuk do dal" |
| 6  | Devis Xherahu   | "Akoma se besoj"           |

### 25 september
| N° | Artist           | Låt              |
| -- | ---------------- | ---------------- |
| 7  | Barbana Dini     | "E pamundur"     |
| 8  | Hersi            | "Natë moj natë"  |
| 9  | Bon Bon Band     | "Do të vish"     |
| 10 | Malda Susuri     | "Jam e huaj"     |
| 11 | Miranda & Visari | "Itinerar"       |
| 12 | Jonida Maliqi    | "Thesar pa emër" |

### 2 oktober
| N° | Artist                   | Låt                |
| -- | ------------------------ | ------------------ |
| 13 | Erik & Band              | "Ti dhe unë"       |
| 14 | Agim Poshka ft. Alex Rod | "Bardh e zi"       |
| 15 | Ronela Hajati ft. Skillz | "Nelës"            |
| 16 | Graciela Pashaj          | "Të dy"            |
| 17 | Keida Budini             | "Larg teje do jem" |
| 18 | Redon Makashi            | "Më lër të fle"    |

### 9 oktober
| N° | Artist                  | Låt                        |
| -- | ----------------------- | -------------------------- |
| 19 | Kujtim Prodani          | "Rebelja"                  |
| 20 | Laura Nezha             | "Jo s'e di"                |
| 21 | Fatjeta Barbullushi     | "Dashuri ne distance"      |
| 22 | Mili                    | "Urrej qe s'te kam"        |
| 23 | Rozana Radi & Mc Kresha | "Jabadabadu"               |
| 24 | Rezarta Shkurta         | "Te jesh e mire s'ja vlen" |

### 16 oktober
| N° | Artist                | Låt                         |
| -- | --------------------- | --------------------------- |
| 25 | Era Rusi              | "Nje lamtumire"             |
| 26 | Ilir Kazaferi         | "Lodhem kot te jem nje mik" |
| 27 | Julian Lekocaj        | "Me jep jete"               |
| 28 | Kejsi Tola            | "Më jeto"                   |
| 29 | Elia                  | "E boj une"                 |
| 30 | Big Basta ft. Anxhelo | "Si melodi"                 |

### 23 oktober
| N° | Artist                 | Låt                      |
| -- | ---------------------- | ------------------------ |
| 31 | Eranda Libohova & Aldo | "Pa problem"             |
| 32 | Erjon Beçi             | "Një tjetër do mbretësh" |
| 33 | Yana                   | "Nuk mund te ndalem"     |
| 34 | Ester Hoxha            | "Mbetë i asaj"           |
| 35 | Besa Kokëdhima         | "Botën do ndryshoja"     |
| 36 | Cyber Hand             | "Nuk trembëm"            |

### 30 oktober
| N° | Artist              | Låt                         |
| -- | ------------------- | --------------------------- |
| 37 | Kastro & Mira Janji | "Doruntina dhe Kastro i zi" |
| 38 | Adrian Gaxha        | "Me ty"                     |
| 39 | Blerina Matraku     | "Lajë lajë"                 |
| 40 | Leotrim Gashi       | "Pretendent"                |
| 41 | Noizy               | "Shooting Star"             |
| 42 | Rosela Gjylbegu     | "Sikur te isha ti"          |

### 6 november
| N° | Artist       | Låt                |
| -- | ------------ | ------------------ |
| 43 | Himena Ymeri | "Kam mall"         |
| 44 | Denisa Gjezo | "Kurre si me parë" |
| 45 | Aurel Amzaj  | "Nuk ndaloj"       |
| 46 | Seldi Qalliu | "K'no"             |
| 47 | Ermal Mamaqi | "Vetëm beso"       |
| 48 | Olta Boka    | "Anna"             |

### 13 november
| N° | Artist                   | Låt                     |
| -- | ------------------------ | ----------------------- |
| 49 | Albërie Hadërgjonaj      | "Vetëm ty"              |
| 50 | Elita Reci               | "Njehere ne jeten time" |
| 51 | Dr. Flori                | "S'ma ndjen"            |
| 52 | Leonora Jakupi           | "Këngë e pa kenduar"    |
| 53 | Greta Koçi               | "Pyes veten"            |
| 54 | Pirro Çako & Vedat Ademi | "Vetem buje"            |

## Final
Finalen hölls den 19 november 2011 vid Pallati i Kongreseve i Tirana. Huvudtävlingen vanns av sångaren Redon Makashi med låten "Më ler të fle". Därefter delades ett flertal andra utmärkelser ut.

### Huvudpriset
| Plats | Artist                   | Låt                  | Poäng |
| ----- | ------------------------ | -------------------- | ----- |
| 1     | Redon Makashi            | "Më lër të fle"      | ?     |
| 2     | Pirro Çako & Vedat Ademi | "Bujë vetëm bujë"    | ?     |
| 3     | Besa Kokëdhima           | "Botën do ndryshoja" | ?     |

### Övriga priser
| Pris                             | Vinnare                         | Låt                        |
| -------------------------------- | ------------------------------- | -------------------------- |
| Kontributi në Kënga Magjike 2011 | Albërie Hadërgjonaj             | "Vetëm ty"                 |
| Best Performance                 | Rezarta Shkurta                 | "Te jesh e mirë s’mjafton" |
| Best Ballad                      | Devis Xherahu                   | "Akoma s’e besoj"          |
| Best Ft.                         | Ronela Hajati & Visari (Skillz) | "Nelës"                    |
| Çmimi Televiziv                  | Era Rusi                        | "Një lamtumirë"            |
| Çmimi Diskografik                | Rozana Radi & Mc Kresha         | "Jabadabadu"               |
| Magjia e parë                    | Adelina Tahiri                  | "Ti mos u kthe"            |
| Çmimi i Internetit               | Noizy                           | "Shooting Star"            |
| Çmimi Best Dance                 | Ermal Mamaqi                    | "Vetëm beso"               |
| Çmimi Best Hip Hop               | Big Basta & Angelo              | "Si melodi"                |
| Çmimi Çesk Zadeja                | Jonida Maliqi                   | "Thesar pa emër"           |
| Çmimi i Interpretimit            | Greta Koçi                      | "Pyes vetën"               |
| Kënga Hit                        | Dr. Flori                       | "S'ma ndjen"               |
| Çmimi i Kritikës                 | Besa Kokëdhima                  | "Botën do ndryshoja"       |
| Çmimi Best Lyrics                | Rosela Gjylbegu                 | "Sikur të isha ti"         |
| Çmimi Best Vokal                 | Kejsi Tola                      | "Më jeto"                  |
| Çmimi Kantautori                 | Redon Makashi                   | "Më lër të fle"            |
| Çmimi i Pruduksionit             | Leonora Jakupi                  | "Këngë e pa kënduar"       |
| Çmimi AMC                        | Olta Boka                       | "Anna"                     |
| Çmimi Tendencë                   | Eranda Libohova & Aldo          | "Pa problem"               |
| Çmimi Kënga Stil                 | Pirro Çako & Vedat Ademi        | "Bujë vetëm bujë"          |